# New Market (Indiana)
New Market es un pueblo ubicado en el condado de Montgomery en el estado estadounidense de Indiana. En el Censo de 2010 tenía una población de 636 habitantes y una densidad poblacional de 892,95 personas por km².

## Geografía
New Market se encuentra ubicado en las coordenadas 39°57′9″N 86°55′18″O / 39.95250, -86.92167. Según la Oficina del Censo de los Estados Unidos, New Market tiene una superficie total de 0.71 km², de la cual 0.71 km² corresponden a tierra firme y (0%) 0 km² es agua.

## Demografía
Según el censo de 2010, había 636 personas residiendo en New Market. La densidad de población era de 892,95 hab./km². De los 636 habitantes, New Market estaba compuesto por el 99.06% blancos, el 0% eran afroamericanos, el 0% eran amerindios, el 0.16% eran asiáticos, el 0% eran isleños del Pacífico, el 0.63% eran de otras razas y el 0.16% pertenecían a dos o más razas. Del total de la población el 0.94% eran hispanos o latinos de cualquier raza.